# ليمارفين بونيفاسيا
ليمارفين بونيفاسيا (من مواليد 5 أبريل 1989) هو عداء هولندي متخصص في سباق 400 متر. وفاز بالميداليات البرونزية في هذا الحدث في بطولة أوروبا لألعاب القوى 2016، وعام 2024، وبطولة أوروبا داخل الصالات 2017 و2021. كما حصل بونيفاسيا على خمس ميداليات رئيسية في سباقات التتابع 4 × 400 متر، سواء للرجال أو المختلط، بما في ذلك الميدالية الفضية في سباق التتابع للرجال في أولمبياد طوكيو 2020.
وهو حامل الرقم القياسي الهولندي في سباق 400 متر في الهواء الطلق وداخل القاعة، وفاز بـ 12 لقبًا وطنيًا فرديًا (200 متر، 400 متر). وُلِد بونيفاسيا في ويلمستاد (جزيرة كوراساو)، جزر الأنتيل الهولندية.